# Kamienica przy ulicy św. Antoniego 28 we Wrocławiu
Kamienica przy ulicy św. Antoniego 28 – barokowa, zabytkowa kamienica przy ulicy św. Antoniego we Wrocławiu.

## Opis architektoniczny

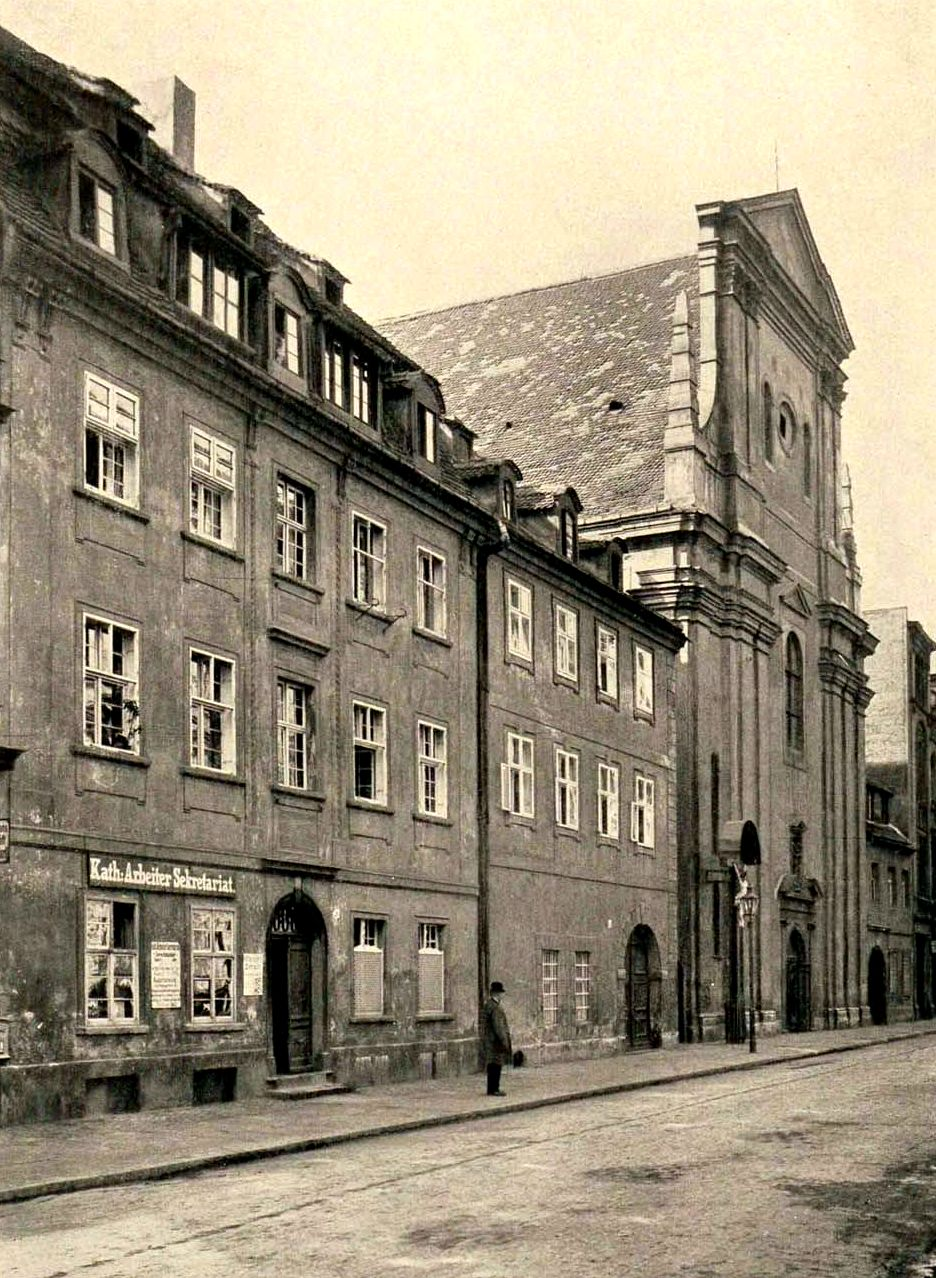
Kamienica nr 28 w 1928 roku (pośrodku)

Pierwszy budynek przy posesji nr 28 został wzniesiony w XVII wieku w formie wysokiego jednopiętrowego budynku przykrytego czterospadowym dachem z lukarną w formie aediculi na osi fasady. Na parterze posiadał dwa otwory okienne z boniowanymi obramieniami (na widoku domu według Wernera budynek nie ma okien w części parterowej) oraz równie boniowany portal i lizeny flankujące fasadę.
W 1749 roku uległ zniszczeniu po wybuchu wieży prochowej. Został odbudowany w formie dwupiętrowego, czteroosiowego budynku przykrytego dwuspadowym, kalenicowym dachem z trzema lukarnami. Wokół okien na dwóch kondygnacjach umieszczono opaski. W skrajnej osi zachodniej umieszczono łukową bramę (obecnie wejście do sklepu), a w osi drugiej i trzeciej okna.

## Po 1945 roku
Działania wojenne w 1945 roku nie uszkodziły poważnie budynku. Został on odrestaurowany w uproszczonej formie, z dachu usunięto lukarny; zostały przywrócone dopiero po remoncie w ok. 2013 roku. Zmieniony został układ okien; zostały one umieszczone w pierwszej wschodniej osi i w kolejnej trzeciej. W osi drugiej umieszczono otwór drzwiowy.